# Hecamedoides olma
Hecamedoides olma är en tvåvingeart som först beskrevs av Dahl 1961.  Hecamedoides olma ingår i släktet Hecamedoides och familjen vattenflugor.
Artens utbredningsområde är Afghanistan. Inga underarter finns listade i Catalogue of Life.